# Вулиця Богдана Хмельницького (Жмеринка)
Вулиця Богдана Хмельницького — одна із вулиць Жмеринки, яка бере свій початок з вулиці Пушкіна а закінчується вулицею Нижня Базарна.

## Будівлі
- 4 — Державне управління екології та природних ресурсів у Вінницької області
- 18 — Податкова інспекція
- 4 — Райдержадміністрація та Районна Рада
- 4 — Українська кредитно-фінансова група та «Промінвестбанк»
- 19 — УДППЗ «Укрпошта» № 2
- 38 — «Клініка стоматології Гаврилюка»
- 40 — Районна стоматологічна поліклініка
- 36 — Дитячо-юнацька спортивна школа

## Джерело
- Телефонний довідник 2009 по м. Жмеринка та Жмеринського району — 2008 р.